# Ruellia thomana
Ruellia thomana är en akantusväxtart som beskrevs av Spreng.. Ruellia thomana ingår i släktet Ruellia och familjen akantusväxter. Inga underarter finns listade i Catalogue of Life.